# I pirati della costa
I pirati della costa è un film del 1960 diretto da Domenico Paolella.

## Trama
Luis de Monterey è il capitano di una nave che si scontra con i pirati, condannato ai lavori forzati per aver perso la nave che comandava, insieme al carico d'argento che trasportava.